# Order Wyzwoliciela San Martina
Order Wyzwoliciela San Martina (hisz. Orden del Libertador San Martín) – argentyńskie najwyższe odznaczenie państwowe, jeden z dwóch istniejących w tym kraju orderów, z których oba przeznaczone są dla obcokrajowców.
Order Wyzwoliciela San Martina został ustanowiony 17 grudnia 1957 na cześć przywódcy walk o niepodległość Argentyny José de San Martína, zwanego Ojcem Ojczyzny i Wyzwolicielem. Order nadawany jest cudzoziemskim funkcjonariuszom cywilnym i wojskowym, którzy wykonując swoje obowiązki zdobyli sobie uznanie Narodu.
Order Wyzwoliciela San Martina dzieli się na sześć klas:
- I klasa – Łańcuch (Collar)
- II klasa – Krzyż Wielki (Gran Cruz)
- III klasa – Wielki Oficer (Gran Oficial)
- IV klasa – Komandor (Comendador)
- V klasa – Oficer (Oficial)
- VI klasa – Kawaler (Caballero)